# Ричо (Кјети)
Ричо (итал. Riccio) је насеље у Италији у округу Кјети, региону Абруцо.
Према процени из 2011. у насељу је живело 295 становника. Насеље се налази на надморској висини од 55 м.